# Ukrajinka (obwód chersoński)
Ukrajinka (ukr. Українка) – wieś na Ukrainie, w obwodzie chersońskim, w rejonie berysławskim. W 2001 liczyła 313 mieszkańców, spośród których 291 posługiwało się językiem ukraińskim, 12 rosyjskim, a 10 mołdawskim.